# Cimişlia (distrito)
Cimişlia é um distrito (em moldávio: raion) no sul da Moldávia, com o centro administrativo na cidade de Cimişlia.
A população estimada para 1 de Janeiro de 2010, era de 62 200.